# ILoo

iLoo theo miêu tả của MSN UK và các hãng tin tức

iLoo (viết tắt của Internet loo - nhà vệ sinh Internet) là một dự án đã bị hủy của Microsoft nhằm phát triển nhà vệ sinh di động tích hợp Internet qua Wi-Fi. Dự án iLoo, dự định sẽ được khởi động tại các lễ hội mùa hè ở Anh, được mô tả là một nhà vệ sinh di động với mạng Internet không dây băng thông rộng, một màn hình plasma tùy chỉnh, một bộ bàn phím đệm cao su không dây, một hệ thống loa 6 kênh cùng với giấy vệ sinh được dập nổi các địa chỉ trang web phổ biến. Nhà vệ sinh iLoo cũng được trang bị thêm màn hình và bàn phím ở bên ngoài, và buồng sẽ được trông giữ. Nó được dự định là bước tiếp theo trong chuỗi các chiến lược thành công của MSN UK nhằm đưa Internet tới những nơi không thường gặp, trong đó bao gồm MSN Street, MSN Park Bench và MSN Deckchair.
Dự án được MSN UK công bố ngày 30 tháng 4 năm 2003, và đã bị nhiều người chế nhạo trước khi được Microsoft tuyên bố là một trò đùa vào ngày 12 tháng 5. Vào ngày 13 tháng 5, một thông cáo báo chí khác của Microsoft cho biết mặc dù dự án là thật, nó đã bị hủy do không quảng bá được nhiều cho thương hiệu MSN. Đã có nhiều phỏng đoán về việc liệu dự án bị hủy có phải là do lo bị Andrew Cubitt đưa ra khởi kiện, người đã phát minh ra một sản phẩm có tên tương tự là "i-Loo". iLoo được Online Journalism Review mô tả là một "sự thất bại" về quan hệ công chúng.

## Mô tả
iLoo được thiết kế là một nhà vệ sinh di động được tích hợp Internet qua Wi-Fi cho phép người dùng lướt internet trong khi sử dụng nhà vệ sinh. Bên trong buồng sẽ được trang bị kết nối băng thông rộng thông qua mạng không dây theo chuẩn 802.11b, một bộ bàn phím không dây chống nước, một màn hình plasma xoay chạy Windows XP Professional, một hệ thống âm thanh vòm 6 kênh phía dưới bồn rửa, giấy vệ sinh được dập nổi với các URL phổ biến và bồn cầu dạng hút chân không. Ở bên ngoài, buồng vệ sinh được in logo MSN và được trang bị một "trạm Hotmail" với một màn hình plasma bổ sung cùng bàn phím dành cho các khách đang chờ bên ngoài. Một nhân viên bảo vệ sẽ canh ở bên ngoài gần nhà vệ sinh để đảm bảo buồng được sử dụng đúng và không bị lấy cấp thiết bị. iLoo được dự định bắt đầu được đưa vào sử dụng "tại phần lớn các lễ hội mùa hè". iLoo sẽ chỉ được triển khai ở Anh.

## Các hoạt động quan hệ công chúng
Dự án được công bố vào ngày 30 tháng 4 năm 2003 trong thông cáo báo chí của MSN UK, chi nhánh tại Anh của MSN, trong một phần của "loạt các chiến lược bởi MSN.co.uk nhằm nghiên cứu về bản chất đang liên tục thay đổi và phát triển của cách mà chúng ta sử dụng web". Thông cáo báo chí cho biết:

Trang web phổ biến nhất nước Anh msn.co.uk đang tạo ra ‘Nhà vệ sinh Internet’ đầu tiên của thế giới. iLoo sẽ là một nhà vệ sinh di động và là một phần trong mục tiêu của MSN nhằm cho phép truy cập mạng tức thời ‘mọi lúc và mọi nơi’.
Cùng với mùa lễ hội hè, MSN đang trong quá trình chuyển đổi nhà vệ sinh di động nhằm tạo ra một trải nghiệm độc đáo dành cho những người đang tìm một thứ gì đó khác đi so với trải nghiệm trong các nhà vệ sinh lễ hội kiểu truyền thống. Người dùng có thể ngồi xuống, gỡ bộ bàn phím không dây ra và sử dụng thuận tiện hệ thống WWW.C. đầu tiên

Thông cáo báo chí cũng cho biết "MSN còn đang đàm phán với các nhà sản xuất giấy vệ sinh nhằm sản xuất các loại giấy vệ sinh web cho những ai muốn thêm chút cảm hứng từ URL".
Tin tức về iLoo được các hãng truyền thông lan truyền rộng rãi. Nó đã trở thành câu chuyện được email nhiều nhất trên Yahoo! News vào ngày 1 tháng 5 năm 2003, với hơn 4000 lần. Dự án iLoo đã bị chế nhạo rộng rãi và các bài báo còn chỉ trích nặng nề MSN và Microsoft. Vào ngày 10 tháng 5, The Inquirer đăng tải một câu chuyện trong đó Andrew Cubitt đã tố cáo rằng "Microsoft đã ăn cắp ý tưởng iLoo của anh" từ phát minh mang tên i-Loo của mình. Vào ngày 12 tháng 5, Microsoft công bố rằng iLoo là một "trò đùa do chi nhánh của hãng tại Anh thực hiện", gọi đây là một "trò đùa Cá tháng tư" và xin lỗi vì gây hiểu lầm. Tuy vậy. Associated Press cho biết họ từng nhận được thông tin xác nhận về dự án từ hai hãng PR của Microsoft: Waggener Edstrom Worldwide và Red Consultancy. Seattle Post-Intelligencer cũng cho biết đã nhận được xác nhận từ Waggener Edstrom và thậm chí ông còn cung cấp thêm cả một bản vẽ sơ lược. Hơn nữa, Ngày Cá tháng tư khi đó đã là từ một tháng trước, và Microsoft chưa từng ra một thông cáo báo chí giả nào.
Vào ngày 13 tháng 5 năm 2003, Microsoft rút lại lời phủ nhận, cho biết iLoo là một dự án thử nghiệm có thật được dự định ra mắt tại Anh cho dịp lễ hội âm nhạc mùa hè, nhưng đã bị các giám đốc của Microsoft tại Redmond, Washington hủy bỏ vì thấy iLoo không phù hợp với quyết định cuối cùng thuộc về phó chủ tịch MSN David Cole. Giám đốc sản phẩm của MSN là Lisa Gurry cho biết rằng dự án "không thực sự thể hiện được các mục tiêu quảng bá toàn cầu của chúng tôi". Microsoft một lần nữa xin lỗi vì sự không hiểu ý trong nội bộ công ty, nói rằng "sự nhầm lẫn về tính xác thực của dự án này gây ra bởi các nhân viên di chuyển quá nhanh và đã có phát ngôn nhầm lẫn khi chưa có đủ các thông tin liên quan". Trước khi hủy bỏ, một mô hình thử nghiệm của iLoo đã đang trong "các quá trình xây dựng ban đầu". MSN cho phép các đơn vị ở các khu vực được tự thiết kế các chiến dịch quảng bá của mình, và bộ phận tại Anh muốn quảng bá cho các chiến dịch sáng tạo, lần này là liên quan tới văn hóa hài kịch nhà vệ sinh của Anh. iLoo, được thiết kế cho thị trường Anh Quốc trong một "chiến lược tiếp thị hài hước", được "dự định là dự án tiếp sau một loạt chiến lược thông minh tại Anh trong đó có việc giới thiệu internet tại những địa điểm thú vị, như MSN Street, MSN Park Bench và MSN Deckchair". Các dự án trước được đón nhận một cách tích cực. Microsoft cho biết không có nhân viên nào bị kỷ luật sau vụ việc, mặc dù công ty đã phải thực hiện một số các "cuộc thảo luận nội bộ".

## Phản ứng
Mặc dù sản phẩm không được ra mắt công khai, nhiều người đã đặt câu hỏi rằng liệu "Microsoft had lost its senses" và sản phẩm đã phải nhận nhiều lời chế giễu. Các nhà phê bình cho rằng sản phẩm là một sự phung phí tiền bạc và chắc chắn sẽ dẫn tới thất bại. Người ta bắt đầu lo lắng về việc liệu iLoo có thể phục vụ được tốt khi có quá nhiều khách đứng chờ, về vấn đề vệ sinh khi phải chia sẻ bàn phím trong nhà vệ sinh công cộng, và về cách giải quyết nếu như bộ bàn phím bị ai đó tiểu lên. Các nhà phê bình cũng đặt nghi vấn liệu người dùng có đủ thời gian sử dụng các thiết bị internet này không, cho rằng "hầu hết những người đi vệ sinh chỉ muốn ở trong đó đủ lâu để giải quyết nỗi buồn mà không phải chịu mùi hôi trong đó."
iLoo, với bản chất là một dự án về nhà vệ sinh, đã khiến MSN và Microsoft trở thành chủ đề của các trò đùa và câu chơi chữ hài hước, đặc biệt với slogan tiếp thị khi đó của Microsoft là "where do you want to go today?" cùng với chiếc PC bị gọi thành Pee-C (pee trong tiếng Anh là tiểu tiện). Tờ Herald Sun viết rằng "iLoo, không còn nghi ngờ gì nữa, là một tin rất tốt – chủ yếu là với các nhà báo với hàng đống câu đùa vụng về về mông" trong khi tờ Seattle Times viết "giờ công ty vừa có vấn đề về lòng tin của khách hàng và cả một cái mặt đỏ nữa." Các tờ báo khác đưa ra những dòng tiêu đề hài hước như Công nghệ của Microsoft đang nhắm tới bồn cầu từ tờ San Francisco Chronicle, và Microsoft muốn đi vệ sinh từ tờ The Daily Mirror.
Sản phẩm từ đó đã được nghiên cứu như là một ví dụ về một thảm họa quan hệ công chúng và là ví dụ của một trò lừa internet. Phản hồi quan hệ công chúng của Microsoft về thất bại này cũng được coi là kém nhất trong lịch sử công ty, khi mà họ đã nổi tiếng về việc quản lý vi mô các thông cáo báo chí, các cuộc phỏng vấn và các sự kiện quảng bá.
Phản hồi tiêu cực với iLoo đã hoàn toàn làm lu mờ màn ra mắt thành công của MSN Radio Plus vào ngày 12 tháng 5 năm 2003. It has since inspired a number of spoofs.

## Tranh cãi i-Loo
Sau khi đọc một bài báo về iLoo, Andrew Cubitt, nhà sáng chế của một sản phẩm có tên tương tự là i-Loo, viết thư gửi cho The Inquirer trong đó cho rằng iLoo "nghe thật sự rất giống ... có vẻ như những con người thông minh ở Microsoft đã biết được ý tưởng này và họ còn gọi nó là i-Loo, y hệt như sản phẩm của tôi!" Cubitt tiếp tục cho biết rằng "sản phẩm của tôi có tất cả các chức năng được dự kiến trong sản phẩm của Microsoft, nhưng có thêm thông tin được in trên giấy vệ sinh và không dùng bàn phím với lý do vệ sinh". i-Loo được Cubitt xây dựng mô hình thử nghiệm cho luận văn đại học ngành Thiết kế và Kỹ thuật Sản phẩm của anh tại Đại học Brunel vào năm 2001. Trong một buổi phỏng vấn với The Inquirer, anh nói "Vì sản phẩm được thiết kế tại trường đại học, trường sẽ là bên sở hữu một phần bản quyền của sản phẩm nên họ sẽ theo dõi 'phát minh' của Microsoft rất sát sao."
Microsoft chưa bao giờ chính thức đưa ra bình luận về các cáo buộc của Cubitt, và ban đầu công bố iLoo chỉ là trò đùa Cá tháng tư. Với hành động này, Cubitt đã nghi ngờ liệu hành động này có phải là "một trò chơi đã được tính toán rất kỹ lưỡng nhằm phá hoại đối thủ ngay từ những giai đoạn đầu, hoặc đang tự thừa nhận rằng họ còn không biết mình phải hành động lúc nào trong tháng thì mới đỡ xấu hổ hơn và mới giải thoát họ khỏi cái tình thế mà có thể sẽ khá tốn kém!" Cubitt tiếp tục cho biết "vì giờ họ coi ý tưởng của tôi như một trò đùa, tôi sẽ chẳng bao giờ thực hiện được nó nữa" và do vậy anh "đang tham khảo cuốn sách luật của mình về những lời lẽ phỉ báng người khác". Cả Cubitt và Đại học Brunel đều chưa có hành động về pháp lý nào trước sự liên quan của Microsoft với i-Loo.
Sản phẩm i-Loo được mô tả như sau:

Trình duyệt internet giấy vệ sinh i-Loo là một sản phẩm mới lạ và độc đáo được thiết kế để tận dụng tốt nhất thời gian bạn dành trong nhà vệ sinh! Sản phẩm cho phép bạn sử dụng internet trong lúc ngồi vệ sinh và in ra bất cứ trang web nào mà bạn thích trên giấy vệ sinh của mình. i-Loo đem đến một ý nghĩa hoàn toàn mới cho thuật ngữ tải xuống. Thiết bị được lắp cố định phía trước bồn xí trên tường của nhà vệ sinh. Sản phẩm cung cấp các thông tin cập nhật về các sản phẩm mới, tin tức hàng ngày và kết quả xổ số thông qua một gói phần mềm dễ sử dụng. Bồn xí và hộp đựng giấy vệ sinh hoàn toàn có thể hoạt động bình thường.

Trình duyệt internet giấy vệ sinh i-Loo được giới thiệu tại sự kiện Ideal Home Show năm 2003 của Daily Mail trong phần triển lãm Future Concepts tại Earls Court, London, và tại đó sản phẩm đã được đề cử cho giải thưởng MFI Bright Sparks 2003. i-Loo, được tài trợ bởi Epson Printers, nhận được nhiều sự chú ý từ báo chí, và đã được xuất hiện trên GMTV cùng với nhiều chương trình radio khác.